# بال كيبسغارد
بال كيبسغارد (بالنرويجية البوكمول: Pål Kibsgaard-Petersen)‏ (من مواليد أبريل 1967) هو مهندس نفط ورجل أعمال نرويجي؛ الرئيس السابق والرئيس التنفيذي لشركة شلمبرجير، أكبر شركة في العالم لخدمات حقول النفط.

## حياة سابقة
ولد في أولسوند، النرويج في أبريل 1967.

## التعليم
تأهل كمهندس بترول بدرجة الماجستير من المعهد النرويجي للتكنولوجيا في عام 1991. 
بدأ بال حياته المهنية مع إكسون موبيل في عام 1992، وانضم إلى شلمبرجير في عام 1997.  شغل بال منصب المدير التنفيذي منذ 1 أغسطس 2011،  خلفًا لأندرو جولد، الذي تقاعد كرئيس ومدير تنفيذي. وقد شغل منصب رئيس مجلس الإدارة منذ أبريل 2015، خلفًا لتوني إسحاق. . استقال بال من منصبه في أغسطس 2019 وخلفه أوليفييه لو بوش.
تحت قيادته، قامت الشركة بتسريح حوالي 70,000 موظف في أقل من ثلاث سنوات.
في عام 2017، تلقت Kibsgaard مبلغًا قدره 20.8 مليون دولار من الأجور المُبلغ عنها، مما يمثل زيادة بنسبة 12 بالمائة عن العام السابق.
تقاعد Kibsgaard من شلمبرجير في 1 أغسطس 2019، وخلفه الرئيس التنفيذي لشركة أوليفييه لو بوش
في عام 2019، تم التعاقد مع Kibsgaard من قبل Katerra كمدير للعمليات.

## الحياة الشخصية
هو متزوج ولديه أطفال. 